# Поль, Вальтер
Вальтер Поль (Walter Pohl; род. 27 декабря 1953, Вена) — австрийский историк, медиевист, специалист по Поздней античности и этногенезу. Доктор философии. С 1990 года научный сотрудник Австрийской АН, где с 1998 года директор-основатель Института медиевистики. Член Австрийской АН (2004; членкор с 2000). Лауреат Wittgenstein Award (2004). Профессор медиевистики Венского университета (с 2006). Член Европейской академии (2013). Ныне уже в отставке.
Указывается самым выдающимся учеником Гервига Вольфрама.
Степень доктора философии получил в Венском университете и там же в 1984 году хабилитировался по средневековой истории. В 1985-90 ассистент-исследователь Institut für Österreichische Geschichtsforschung. Приглашенный профессор в России (1991), США (1993), Венгрии (1995), Нидерландах (1996). В 2010—2016 член Совета Австрийской АН. В его честь в 2022 году состоялся международный симпозиум. Высказывался: «Задача гуманитарных наук, в частности, состоит в том, чтобы лучше понять сложность мира, человеческого мышления и поведения».
В 1988 году выпустил на немецком языке свою книгу об аварах, в 2015 году вышло ее третье издание; она также была переведена на английский.
Соавтор Visions of Community in the Post-Roman World: The West, Byzantium and the Islamic World, 300—1100 (2012) {Рец. Patrick J. Geary}. Соредактор Kingdoms of the Empire: The Integration of Barbarians in Late Antiquity, Transformation of the Roman World, Vol 1. (Leiden: Brill, 1997) {Рец. Ralph Mathisen}, Visions of Community in the Post-Roman World (2012) {Рец. Jamie Kreiner}, Empires and Communities in the Post-Roman and Islamic World, C. 400—1000 CE (2021), After Charlemagne. Carolingian Italy and Its Rulers (Cambridge, Cambridge University Press, 2021) {Рец. (итал.)}.